# Čínský vosk
Čínský vosk je bílá až žlutobílá, rosolovitá, ve vodě nerozpustná látka. Vylučuje ho hmyz Ceroplastes ceriferus. Čínský vosk obsahuje cerotinan cerylový (C24H65.O.OC27H53). Je podobný vorvaňovině, ale je pevnější, více se drolí a má vyšší bod tání.

## Použití
Čínský vosk se používá hlavně při výrobě leštidel, klihu a svíček.